# Boeotarcha caeruleotincta
Boeotarcha caeruleotincta is een vlinder uit de familie van de grasmotten (Crambidae). De wetenschappelijke naam van de soort is voor het eerst geldig gepubliceerd in 1918 door George Francis Hampson.